# Temporada 1992-1993 del FC Barcelona
Les dades més destacades de la temporada 1992-1993 del Futbol Club Barcelona són les següents:

## Plantilla
| N. | Pos. | Nac. | Jugador              |
| -- | ---- | --- | -------------------- |
| —  | POR  | [[Fitxer:Flag of Catalonia.svg\|23x15px\|border \|alt=Catalunya\|link=Selecció de futbol de Catalunya\|{{#if:\|]]                        | Carles Busquets      |
| —  | POR  | [[Fitxer:Flag of Spain.svg\|23x15px\|border \|alt=Espanya\|link=Selecció de futbol d'Espanya\|{{#if:\|]]                                 | Andoni Zubizarreta   |
| —  | DEF  | [[Fitxer:Flag of Catalonia.svg\|23x15px\|border \|alt=Catalunya\|link=Selecció de futbol de Catalunya\|{{#if:\|]]                        | Albert Ferrer        |
| —  | DEF  | [[Fitxer:Flag of Spain.svg\|23x15px\|border \|alt=Espanya\|link=Selecció de futbol d'Espanya\|{{#if:\|]]                                 | José Ramón Alexanko  |
| —  | DEF  | [[Fitxer:Flag of Spain.svg\|23x15px\|border \|alt=Espanya\|link=Selecció de futbol d'Espanya\|{{#if:\|]]                                 | Juan Carlos          |
| —  | DEF  | [[Fitxer:Flag of the Netherlands.svg\|23x15px\|border \|alt=Països Baixos\|link=Selecció de futbol dels Països Baixos\|{{#if:\|]]        | Ronald Koeman        |
| —  | DEF  | [[Fitxer:Flag of Spain.svg\|23x15px\|border \|alt=Espanya\|link=Selecció de futbol d'Espanya\|{{#if:\|]]                                 | Pablo                |
| —  | DEF  | [[Fitxer:Flag of the Balearic Islands.svg\|23x15px\|border \|alt=Illes Balears\|link=Selecció de futbol de les Illes Balears\|{{#if:\|]] | Nadal                |
| —  | DEF  | [[Fitxer:Flag of Catalonia.svg\|23x15px\|border \|alt=Catalunya\|link=Selecció de futbol de Catalunya\|{{#if:\|]]                        | Miquel Soler         |
| —  | DEF  | [[Fitxer:Flag of Spain.svg\|23x15px\|border \|alt=Espanya\|link=Selecció de futbol d'Espanya\|{{#if:\|]]                                 | Ricardo Serna Orozco |

| N. | Pos. | Nac. | Jugador                   |
| -- | ---- | --- | ------------------------- |
| —  | MIG  | [[Fitxer:Flag of the Valencian Community (2x3).svg\|23x15px\|border \|alt=País Valencià\|link=Selecció de futbol del País Valencià\|{{#if:\|]] | Guillermo Amor            |
| —  | MIG  | [[Fitxer:Flag of Spain.svg\|23x15px\|border \|alt=Espanya\|link=Selecció de futbol d'Espanya\|{{#if:\|]]                                       | José Mari Bakero (capità) |
| —  | MIG  | [[Fitxer:Flag of Spain.svg\|23x15px\|border \|alt=Espanya\|link=Selecció de futbol d'Espanya\|{{#if:\|]]                                       | Eusebio                   |
| —  | MIG  | [[Fitxer:Flag of Catalonia.svg\|23x15px\|border \|alt=Catalunya\|link=Selecció de futbol de Catalunya\|{{#if:\|]]                              | Pep Guardiola             |
| —  | MIG  | [[Fitxer:Flag of the Netherlands.svg\|23x15px\|border \|alt=Països Baixos\|link=Selecció de futbol dels Països Baixos\|{{#if:\|]]              | Richard Witschge          |
| —  | DAV  | [[Fitxer:Flag of Spain.svg\|23x15px\|border \|alt=Espanya\|link=Selecció de futbol d'Espanya\|{{#if:\|]]                                       | Txiki Begiristain         |
| —  | DAV  | [[Fitxer:Flag of Spain.svg\|23x15px\|border \|alt=Espanya\|link=Selecció de futbol d'Espanya\|{{#if:\|]]                                       | Ion Andoni Goikoetxea     |
| —  | DAV  | [[Fitxer:Flag of Spain.svg\|23x15px\|border \|alt=Espanya\|link=Selecció de futbol d'Espanya\|{{#if:\|]]                                       | Julio Salinas             |
| —  | DAV  | [[Fitxer:Flag of Denmark.svg\|23x15px\|border \|alt=Dinamarca\|link=Selecció de futbol de Dinamarca\|{{#if:\|]]                                | Michael Laudrup           |
| —  | DAV  | [[Fitxer:Flag of Bulgaria.svg\|23x15px\|border \|alt=Bulgària\|link=Selecció de futbol de Bulgària\|{{#if:\|]]                                 | Hristo Stoítxkov          |

### Jugadors del filial
Jugadors del filial que van disputar algun minut en partit oficial aquesta temporada:
| N. | Pos. | Nac. | Jugador       |
| -- | ---- | --- | ------------- |
| -  | MIG  | [[Fitxer:Flag of Catalonia.svg\|23x15px\|border \|alt=Catalunya\|link=Selecció de futbol de Catalunya\|{{#if:\|]]                                                | Òscar         |
| -  | DEF  | [[Fitxer:Flag of Catalonia.svg\|23x15px\|border \|alt=Catalunya\|link=Selecció de futbol de Catalunya\|{{#if:\|]]                                                | Carreras      |
| -  | DAV  | [[Fitxer:Flag of Catalonia.svg\|23x15px\|border \|alt=Catalunya\|link=Selecció de futbol de Catalunya\|{{#if:\|]]                                                | Pablo Maqueda |
| -  | MIG  | [[Fitxer:Flag of Yugoslavia (1946-1992).svg\|23x15px\|border \|alt=República Federal Socialista de Iugoslàvia\|link=Selecció de futbol de Iugoslàvia\|{{#if:\|]] | Vučević       |
| -  | MIG  | [[Fitxer:Flag of Denmark.svg\|23x15px\|border \|alt=Dinamarca\|link=Selecció de futbol de Dinamarca\|{{#if:\|]]                                                  | Christiansen  |

#### Altes
| N. | Pos. | Nac. | Jugador                                             |
| -- | ---- | --- | --------------------------------------------------- |
| —  | DEF  | [[Fitxer:Flag of Spain.svg\|23x15px\|border \|alt=Espanya\|link=Selecció de futbol d'Espanya\|{{#if:\|]]          | Pablo (Del Reial Saragossa, 200 milions de pesetes) |
| —  | DEF  | [[Fitxer:Flag of Catalonia.svg\|23x15px\|border \|alt=Catalunya\|link=Selecció de futbol de Catalunya\|{{#if:\|]] | Miquel Soler (Del Atlètic de Madrid)                |

#### Baixes
| N. | Pos. | Nac. | Jugador                              |
| -- | ---- | --- | ------------------------------------ |
| —  | DEF  | [[Fitxer:Flag of Spain.svg\|23x15px\|border \|alt=Espanya\|link=Selecció de futbol d'Espanya\|{{#if:\|]]          | Nando (Al Reial Madrid)              |
| —  | DEF  | [[Fitxer:Flag of Spain.svg\|23x15px\|border \|alt=Espanya\|link=Selecció de futbol d'Espanya\|{{#if:\|]]          | Cristóbal (Al Reial Oviedo)          |
| —  | DAV  | [[Fitxer:Flag of Catalonia.svg\|23x15px\|border \|alt=Catalunya\|link=Selecció de futbol de Catalunya\|{{#if:\|]] | Pinilla (Cedit al Albacete Balompié) |
| —  | DEF  | [[Fitxer:Flag of Spain.svg\|23x15px\|border \|alt=Espanya\|link=Selecció de futbol d'Espanya\|{{#if:\|]]          | Serna (Al Deportivo de La Coruña)    |

### Equip tècnic
| - Entrenador: Johan Cruyff - Segon entrenador: Carles Rexach - Tercer entrenador: Tonny Bruins Slot - Preparador físic: Ángel Vilda | Zubizarreta Ferrer Koeman Nadal Eusebio / Guardiola Amor Bakero Begiristain Goikoetxea Laudrup Stoichkov Alineació tipus del FC Barcelona la temporada 1990-91 |

## Resultats
Una panoràmica de les competicions en què el Barcelona va participar en la temporada 1991-1992.
| Primera Divisió | Copa del Rei | Supercopa d'Espanya | Lliga de Campions | Supercopa d'Europa | Copa Intercontinental |
| --------------- | ------------ | ------------------- | ----------------- | ------------------ | --------------------- |
|                 |              |                     |                   |                    |                       |
| Campió          | 1/4 final    | Campió              | 1/8 Final         | Campió             | Finalista             |

| PARTITS |
| --- |
| 1-8-1992 AMISTÓS MVV WINSCHOTEN-BARCELONA 0-5 3-8-1992 AMISTÓS DRACHSTER-BARCELONA 0-9 5-8-1992 AMISTÓS BV EMMEN-BARCELONA 0-5 6-8-1992 AMISTÓS SELECCIONS DE SMILDE-BARCELONA 1-20 8-8-1992 AMISTÓS FEYENOORD - BARCELONA 1-5 13-8-1992 AMISTÓS DEPORTIVO-BARCELONA 1-2 15-8-1992 (Teresa Herrera) SAO PAULO-BARCELONA 4-1 18-8-1992 AMISTÓS BETIS-BARCELONA 0-0 /2-5/ PENALS 19-8-1992 AMISTÓS VASCO DE GAMA-BARCELONA 3-1 25-8-1992 GAMPER BARCELONA-CSKA DE SOFIA 7-1 26-8-1992 GAMPER BARCELONA-FEYERNOORD 2-0 29-8-1992 AMISTÓS MALLORCA-BARCELONA 5-0 31-8-1992 AMISTÓS ZARAGOZA-BARCELONA 3-1 5-9-1992 LLIGA BARCELONA-REAL MADRID 2-1 12-9-1992 LLIGA TENERIFE-BARCELONA 1-1 16-9-1992 COPA D'EUROPA BARCELONA-VINKING 1-0 19-9-1992 LLIGA ATLETICO DE MADRID-BARCELONA 1-4 27-9-1992 LLIGA BARCELONA-BURGOS 4-1 30-9-1992 COPA D'EUROPA VINKING-BARCELONA 0-0 4-10-1992 LLIGA SPORTING DE GIJON-BARCELONA 1-1 7-10-1992 LLIGA BARCELONA-ALBACETE 3-3 13-10-1992 AMISTÓS SABADELL - BARCELONA 2-2 17-10-1992 LLIGA DEPORTIVO-BARCELONA 1-0 21-10-1992 COPA D'EUROPA CSKA MOSCU-BARCELONA 1-1 25-10-1992 LLIGA BARCELONA-VALENCIA 3-0 28-10-1992 SUPERCOPA D'ESPANYA BARCELONA-ATLETICO DE MADRID 3-1 31-10-1992 LLIGA LOGRONES-BARCELONA 1-2 4-11-1992 COPA D'EUROPA BARCELONA-CSKA MOSCU 2-3 7-11-1992 LLIGA BARCELONA-ATHLETIC DE BILBAO 2-1 11-11-1992 SUPERCOPA D'ESPANYA ATLETICO DE MADRID-BARCELONA 1-2 21-11-1992 LLIGA ZARAGOZA-BARCELONA 1-6 29-11-1992 LLIGA BARCELONA-ESPANYOL 5-0 6-12-1992 LLIGA CADIZ-BARCELONA 0-4 13-12-1992 COPA INTERCONTINENTAL BARCELONA-SAO PAULO 1-2 20-12-1992 LLIGA RAYO VALLECANO-BARCELONA 3-3 3-1-1993 LLIGA BARCELONA-CELTA 2-0 10-1-1993 LLIGA SEVILLA-BARCELONA 0-0 17-1-1993 LLIGA BARCELONA-OSASUNA 2-1 24-1-1993 LLIGA REAL SOCIEDAD-BARCELONA 2-2 30-1-1993 LLIGA REAL MADRID-BARCELONA 2-1 4-2-1993 COPA DEL REI ATLETICO DE MADRID-BARCELONA 0-5 7-2-1993 LLIGA BARCELONA-TENERIFE 1-1 10-2-1993 SUPERCOPA D'EUROPA WERDER BREMEN-BARCELONA 1-1 13-2-1993 LLIGA BARCELONA-ATLETICO DE MADRID 1-1 17-2-1993 COPA DEL REI BARCELONA-ATLETICO DE MADRID 6-0 21-2-1993 BURGOS-BARCELONA 0-1 28-2-1993 LLIGA BARCELONA-SPORTING 7-2 3-3-1993 LLIGA BARCELONA-OVIEDO 2-0 7-3-1993 LLIGA ALBACETE-BARCELONA 0-2 10-3-1993 SUPERCOPA D'EUROPA BARCELONA-WERDER BREMEN 2-1 13-3-1993 LLIGA BARCELONA-DEPORTIVO 3-0 20-3-1993 LLIGA VALENCIA-BARCELONA 3-4 24-3-1993 COPA DEL REI VALLADOLID-BARCELONA 1-3 30-3-1993 COPA GENERALITAT LLEIDA-BARCELONA 0-1 4-4-1993 LLIGA BARCELONA-LOGRONES 3-0 10-4-1993 LLIGA ATHLETIC DE BILBAO-BARCELONA 1-0 13-4-1993 COPA DEL REI BARCELONA-VALLADOLID 3-0 18-4-1993 LLIGA BARCELONA-ZARAGOZA 1-0 22-4-1993 COPA GENERALITAT SABADELL-BARCELONA 1-3 2-5-1993 LLIGA ESPANYOL-BARCELONA 0-1 9-5-1993 LLIGA BARCELONA-CADIZ 4-1 15-5-1993 LLIGA OVIEDO-BARCELONA 1-0 20-5-1993 COPA GENERALITAT ESPANYOL-BARCELONA 3-4 23-5-1993 LLIGA BARCELONA-RAYO VALLECANO 4-0 25-5-1993 AMISTÓS BARCELONA-SELECCIÓ DE LA LLIGA ESPANYOLA 4-5 30-5-1993 LLIGA CELTA DE VIGO-BARCELONA 3-2 5-6-1993 LLIGA BARCELONA-SEVILLA 2-1 9-6-1993 COPA DEL REI REAL MADRID-BARCELONA 1-1 13-6-1993 LLIGA OSASUNA-BARCELONA 0-1 16-6-1993 COPA DEL REI BARCELONA-REAL MADRID 1-2 20-6-1993 LLIGA BARCELONA-REAL SOCIEDAD 1-0 |

## Equipament
Marca esportiva: Meyba
| Titular | Visitant | Alternatiu | UEFA (local) | UEFA (visitant) |

## Estadístiques

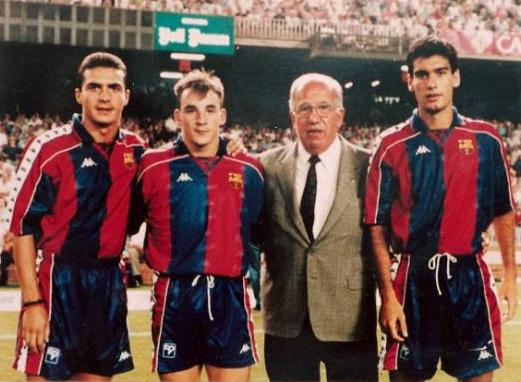
peu: Guillermo Amor, Albert Ferrer, el vicepresident Josep Mussons i Josep Guardiola.

El jugador amb més partits està marcat en verd, el jugador amb més gols de color groc.
| Nom                 | Lliga | Lliga | Copa del Rei | Copa del Rei | Supercopa d'Espanya | Supercopa d'Espanya | Copa d'Europa | Copa d'Europa | Supercopa d'Europa | Supercopa d'Europa | Copa Intercontinental | Copa Intercontinental | Total | Total |
| Nom                 | PJ    | G     | PJ           | G            | PJ                  | G                   | PJ            | G             | PJ                 | G                  | PJ                    | G                     | PJ    | G     |
| ------------------- | ----- | ----- | ------------ | ------------ | ------------------- | ------------------- | ------------- | ------------- | ------------------ | ------------------ | --------------------- | --------------------- | ----- | ----- |
| José Ramón Alexanko | 7     | 0     | 2            | 0            | 1                   | 0                   | 0             | 0             | 0                  | 0                  | 0                     | 0                     | 10    | 0     |
| Guillermo Amor      | 33    | 5     | 5            | 0            | 2                   | 0                   | 4             | 1             | 2                  | 0                  | 1                     | 0                     | 47    | 6     |
| José Mari Bakero    | 37    | 9     | 3            | 1            | 2                   | 0                   | 3             | 0             | 2                  | 0                  | 1                     | 0                     | 48    | 10    |
| Begiristain         | 37    | 15    | 5            | 2            | 2                   | 3                   | 4             | 2             | 2                  | 0                  | 1                     | 0                     | 51    | 22    |
| Busquets            | 0     | 0     | 0            | 0            | 0                   | 0                   | 0             | 0             | 0                  | 0                  | 0                     | 0                     | 0     | 0     |
| Carreras            | 1     | 0     | 1            | 1            | 0                   | 0                   | 0             | 0             | 0                  | 0                  | 0                     | 0                     | 2     | 1     |
| Christiansen        | 0     | 0     | 1            | 0            | 0                   | 0                   | 0             | 0             | 1                  | 0                  | 0                     | 0                     | 2     | 0     |
| Eusebio             | 32    | 1     | 5            | 0            | 1                   | 0                   | 3             | 0             | 2                  | 0                  | 1                     | 0                     | 44    | 1     |
| Ferrer              | 31    | 0     | 6            | 1            | 2                   | 0                   | 4             | 0             | 2                  | 0                  | 1                     | 0                     | 46    | 1     |
| Goikoetxea          | 29    | 3     | 5            | 0            | 2                   | 0                   | 4             | 0             | 2                  | 1                  | 1                     | 0                     | 43    | 4     |
| Guardiola           | 28    | 0     | 0            | 0            | 2                   | 0                   | 4             | 0             | 1                  | 0                  | 1                     | 0                     | 36    | 0     |
| Juan Carlos         | 24    | 0     | 4            | 0            | 1                   | 0                   | 2             | 0             | 0                  | 0                  | 0                     | 0                     | 31    | 0     |
| Julio Salinas       | 18    | 5     | 5            | 5            | 1                   | 1                   | 3             | 0             | 2                  | 1                  | 0                     | 0                     | 29    | 12    |
| Ronald Koeman       | 33    | 11    | 3            | 0            | 1                   | 0                   | 3             | 0             | 2                  | 0                  | 1                     | 0                     | 43    | 11    |
| Michael Laudrup     | 37    | 10    | 4            | 4            | 2                   | 0                   | 4             | 0             | 1                  | 0                  | 1                     | 0                     | 49    | 14    |
| Maqueda             | 2     | 0     | 1            | 0            | 0                   | 0                   | 0             | 0             | 0                  | 0                  | 0                     | 0                     | 3     | 0     |
| Nadal               | 36    | 4     | 5            | 0            | 2                   | 0                   | 4             | 1             | 2                  | 0                  | 1                     | 0                     | 50    | 5     |
| Òscar               | 3     | 0     | 1            | 1            | 0                   | 0                   | 0             | 0             | 0                  | 0                  | 0                     | 0                     | 4     | 1     |
| Pablo               | 7     | 1     | 2            | 0            | 0                   | 0                   | 0             | 0             | 0                  | 0                  | 0                     | 0                     | 9     | 1     |
| Soler               | 5     | 0     | 1            | 0            | 0                   | 0                   | 1             | 0             | 0                  | 0                  | 0                     | 0                     | 7     | 0     |
| Stoitchkov          | 34    | 20    | 4            | 0            | 2                   | 0                   | 3             | 0             | 2                  | 1                  | 1                     | 1                     | 46    | 22    |
| Vučević             | 2     | 0     | 2            | 2            | 0                   | 0                   | 1             | 0             | 0                  | 0                  | 0                     | 0                     | 5     | 2     |
| Witschge            | 17    | 2     | 4            | 1            | 1                   | 0                   | 1             | 0             | 1                  | 0                  | 1                     | 0                     | 25    | 3     |
| Zubizarreta         | 38    | 0     | 6            | 0            | 2                   | 0                   | 4             | 0             | 2                  | 0                  | 1                     | 0                     | 53    | 0     |